# Hayden Hurst
Hayden Randle Hurst (Jacksonville, 24 agosto 1993) è un giocatore di football americano statunitense che milita nel ruolo di tight end per i Carolina Panthers della National Football League (NFL).

## Carriera universitaria
Al college Moore giocò a football alla South Carolina University dal 2015 al 2017. Nell'ultima stagione ricevette 44 passaggi per 559 yard e 2 touchdown venendo inserito unanimemente nella formazione ideale della Southeastern Conference. Il 7 dicembre 2017 annunciò la sua intenzione di rinunciare all'ultimo anno di college e rendersi eleggibile nel Draft NFL

## Carriera professionistica

### Baltimore Ravens
Il 26 aprile 2018 Hurst fu scelto come 25º assoluto nel Draft NFL 2018 dai Baltimore Ravens. Debuttò come professionista nel quinto turno contro i Cleveland Browns ricevendo un passaggio da 7 yard dal quarterback Joe Flacco. Nell'ottavo turno contro i Carolina Panthers segnò il primo touchdown su ricezione. La sua stagione da rookie si chiuse con 13 ricezioni per 163 yard e una marcatura in 12 presenze, nessuna delle quali come titolare.

### Atlanta Falcons
Il 16 marzo 2020, i Ravens scambiarono Hurst e una scelta del quarto giro del Draft NFL 2020 con gli Atlanta Falcons, che avevano appena perso Austin Hooper, per una scelta del secondo e del quinto giro.

### Cincinnati Bengals
Il 18 marzo 2022 Hurst firmò un contratto di un anno con i Cincinnati Bengals. Nel divisional round dei playoff ricevette 51 yard e segnò un touchdown nella vittoria sui Buffalo Bills.

### Carolina Panthers
Il 15 marzo 2023 Hurst firmó con i Carolina Panthers un contratto triennale.